# Contea di Prairie (Arkansas)
La contea di Prairie, in inglese Prairie County, è una contea dello Stato dell'Arkansas, negli Stati Uniti. La popolazione al censimento del 2000 era di 9 539 abitanti. I capoluoghi di contea sono due: Des Arc e De Valls Bluff.

## Storia
La contea di Prairie fu costituita nel 1846.